# The Temple Institute
The Temple Institute (hebraisk: מכון המקדש) er et museum, forskningsinstitut og uddannelsescenter i Jerusalem. Det blev oprettet i 1987 af rabbiner Yisrael Ariel. Instituttet er dedikeret til de to templer i Jerusalem (kaldet Det Første Tempel og Det Andet Tempel). Rabbi Ariel har også planer om at genopbygge Det Andet Tempel (Herodes' Tempel) på Tempelbjerget.